# Aquilegia canadensis
Aquilegia canadensis (укр. орлики канадські) — вид рослини родини жовтецеві.

## Назва
В англійській мові має назву «червоний колумбін» (англ. red columbine).

## Будова
Рослина висотою 15–90 см. Квіти розраховані на запилювачів з довгим хоботком чи язиком, таких як колібрі та метелики. Сезон цвітіння збігається з міграціями червоногорлого колібрі.

## Поширення та середовище існування
Зростає на сході США та Канади.

## Практичне використання
Використовувалося індіанцями у традиційній медицині.

## Галерея

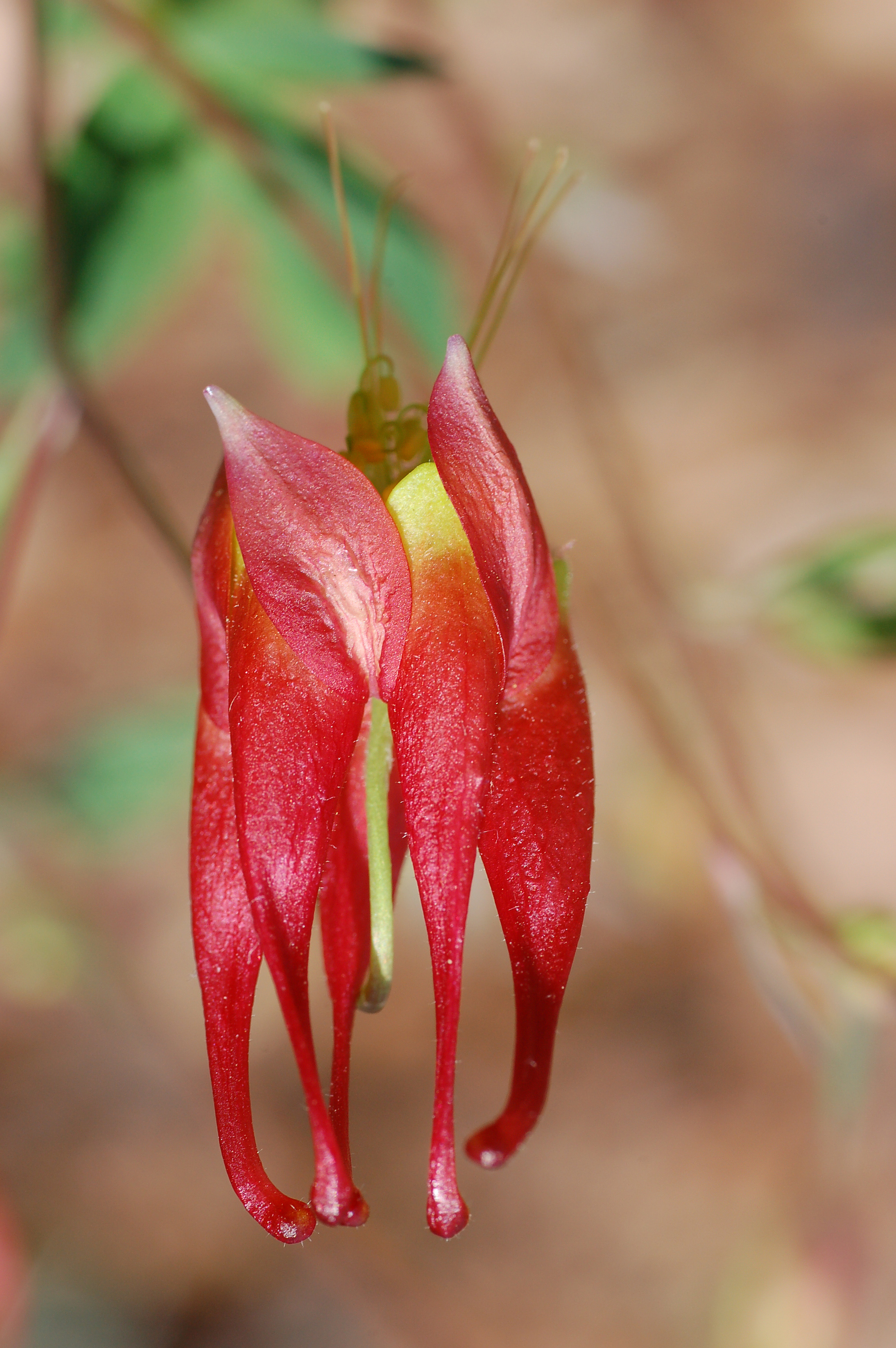
Квітка
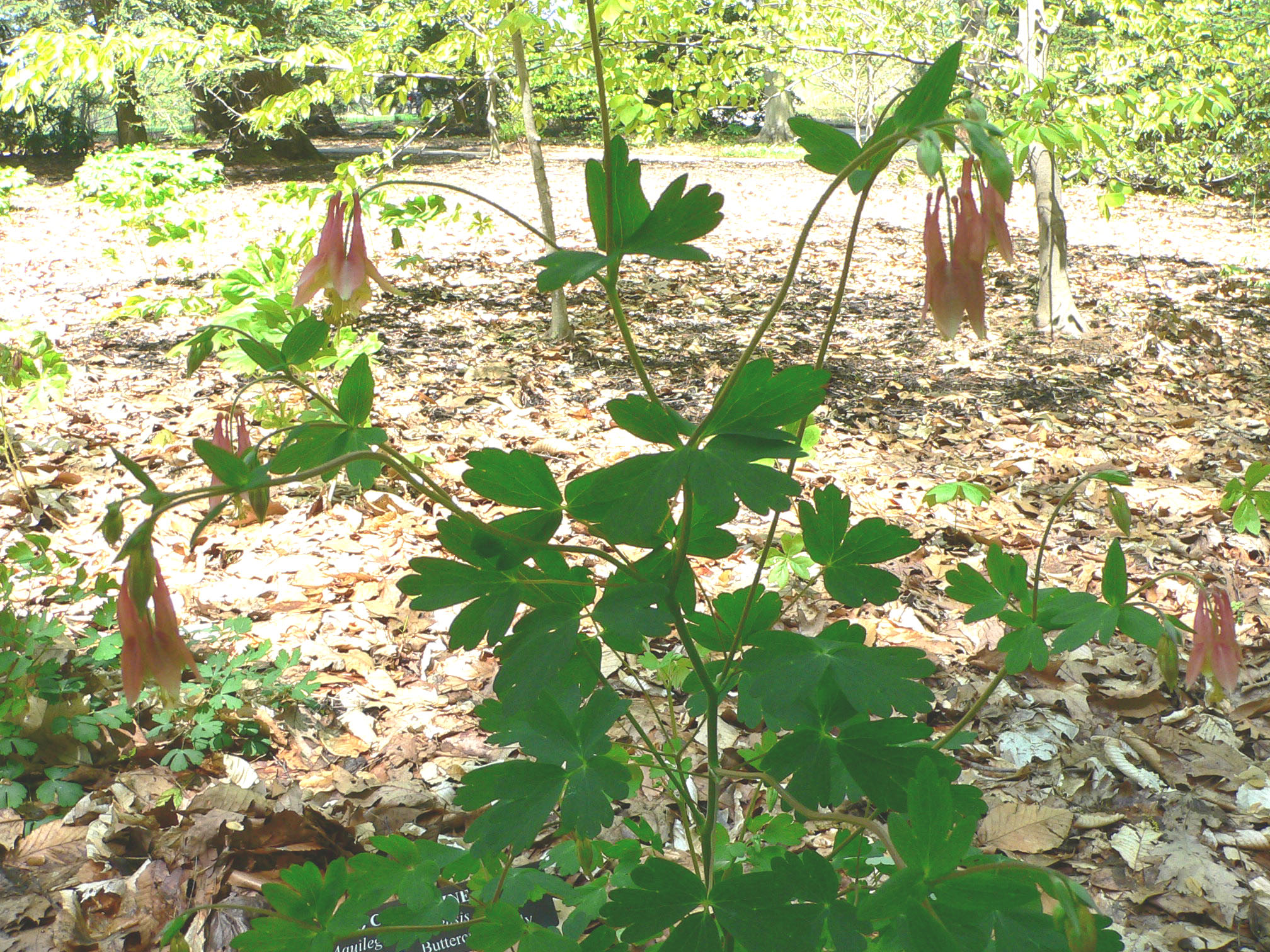
Загальний вигляд рослини
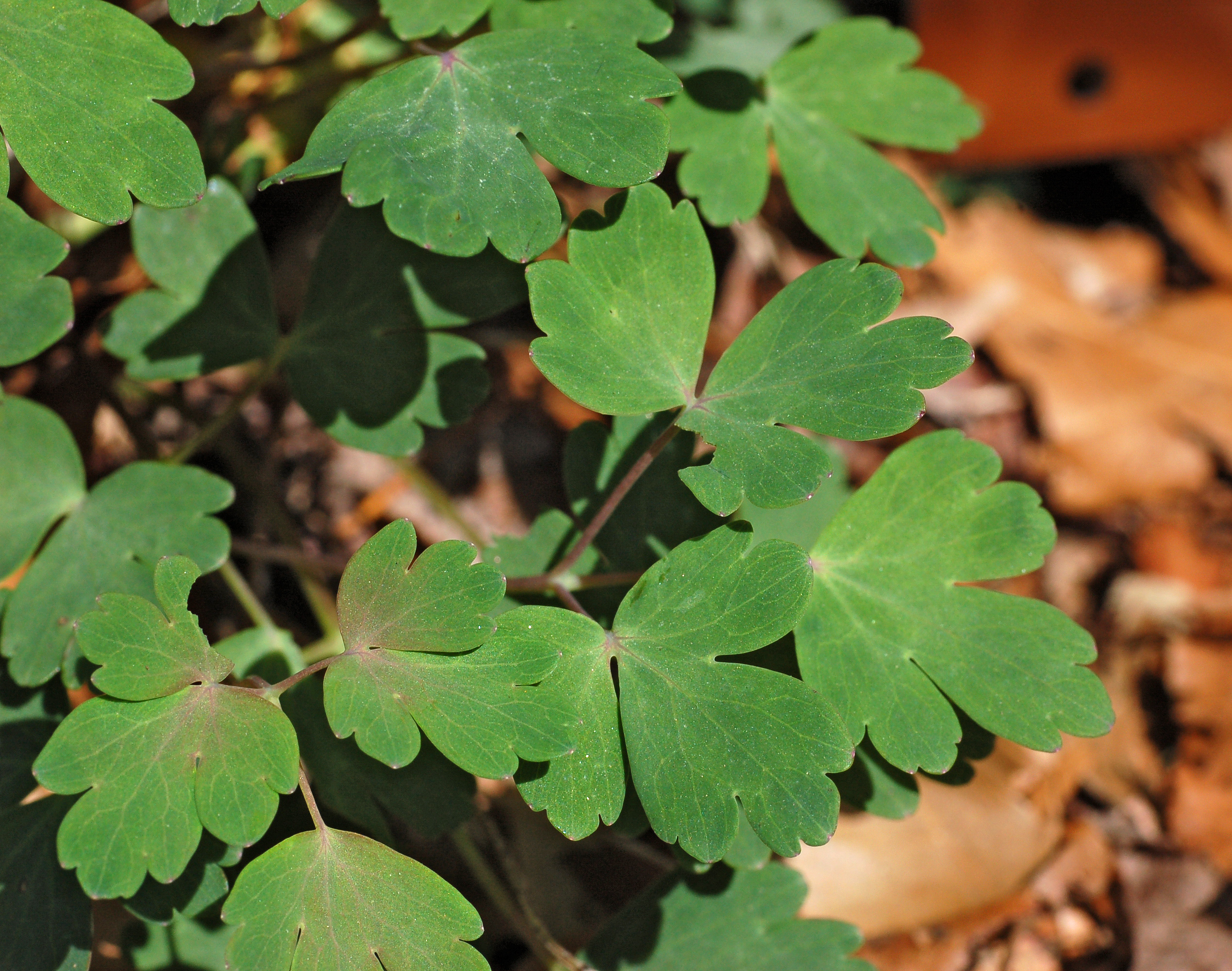
Листя